# Nowe Miasto nad Pilicą (ville)
Pour les articles homonymes, voir Nowe Miasto.
Nowe Miasto nad Pilicą  (prononciation : [mɔɡʲɛlˈɲit͡sa]) est une ville polonaise de le powiat de Grójec de la voïvodie de Mazovie dans le centre de la Pologne.
Elle est située à environ 66 kilomètres au sud de Varsovie, capitale de la Pologne
Elle est le siège administratif de la gmina de Nowe Miasto nad Pilicą .

## Histoire
Établie comme village au XIVe siècle, Nowe Miasto nad Pilicą reçoit le statut de ville vers 1400.
De 1975 à 1998, la ville appartenait administrativement à la voïvodie de Radom.